# Manuel Antonio Muñoz Borrero
Manuel Antonio Muñoz Borrero (* 4. Februar 1891 in Cuenca; † Oktober 1976 in Mexiko) war ein ecuadorianischer Diplomat. Er wurde 2011 zum Gerechten unter den Völkern ernannt, weil er als Generalkonsul und später als Honorarkonsul von Ecuador in Stockholm Juden geholfen hat, dem Holocaust zu entkommen.

## Biografie
Manuel Antonio Muñoz Borrero entstammt der konservativen Familie des Diplomaten Alberto Muñoz Vernaza aus Cuenca und Teresa Borrero. Während sein Vater als bevollmächtigter Botschafter Ecuadors in Kolumbien tätig war, studierte Manuel Antonio in Bogotá. Er schloss sein Studium 1920 als Rechtsanwalt ab. Im Jahr 1919 heiratete er Carmen Van Arken. Von Bogotá aus trat er als dritter Sekretär in den auswärtigen Dienst Ecuadors ein. Im Jahr 1931 wurde er zum Generalkonsul von Ecuador in Stockholm ernannt. Im Jahr 1935 wurde er aufgrund politischer Kontroversen als diplomatischer Konsul entlassen, durfte aber als Honorarkonsul weiterarbeiten. Am 13. Januar 1942 wurde er aus dem Konsulat entfernt. Muñoz Borrero behielt seinen Wohnsitz in Stockholm bis 1961.

### Tod
Manuel Antonio Muñoz Borrero blieb bis 1961 in Stockholm, da er Repressalien für sein Verhalten befürchtete. Im Jahr 1961 kehrte er nach Cuenca zurück. 1966 nahm Carmen Van Arken erneut Kontakt zu ihm auf, und die beiden nahmen ihre Ehe in Mexiko wieder auf. Muñoz Borrero starb im Oktober 1976, ohne jemandem seine Rolle im Zweiten Weltkrieg zu offenbaren.

## Rettung von Juden während des Holocausts
Etwa 1939 wandten sich mehrere führende Vertreter des Jüdischen Weltkongresses zur Rettung der Juden in den von Deutschland besetzten Gebieten, darunter Abraham Israel Jacobson, Jacob Ettlinger, Fritz Holländer, Moritz Pineas und John Benzian, an den ecuadorianischen Konsul in Stockholm und baten um Pässe für die Rettung mehrerer Juden. Zu dieser Zeit konnten Pässe als solche und „Versprechungspässe“ ausgestellt werden, die das Reisen ermöglichten, wobei sich das Land verpflichtete, bei der Ankunft im Land einen offiziellen Pass auszustellen.
1941 stellte Muñoz Borrero etwa 80 „Versprechungspässe“ für jüdische Polen aus, die in der Türkei ankamen und sie der chilenischen Botschaft vorlegten. Der Botschafter meldete als Neuheit, dass die Pässe weder eine Unterschrift noch ein Foto enthielten, woraufhin das chilenische Außenministerium das ecuadorianische Außenministerium darüber informierte.
Am 13. Januar 1942 enthob das ecuadorianische Außenministerium Muñoz Borrero seines Amtes und forderte die schwedische Regierung auf, sein Vorgehen zu untersuchen. In Stockholm sagte Muñoz Borrero vor der schwedischen Polizei aus, wurde aber nicht strafrechtlich verfolgt. Auch nach seiner Entlassung stellte Muñoz Borrero noch bis 1943 Pässe aus. Einige wurden ohne die offizielle Art, auf einfachen Blättern (als „Passkopie“) ausgestellt, und in vielen Fällen verlangte Muñoz Borrero keine Konsulargebühren.